# John O. Merrill
John Ogden Merrill Sr. (10 de agosto de 1896 - 13 de junho de 1975) foi um arquiteto e engenheiro estrutural americano. Ele foi o principal responsável pelo design e pela construção do campus da Academia da Força Aérea dos Estados Unidos e pelo desenvolvimento de Oak Ridge, Tennessee, onde a bomba atômica foi desenvolvida. Ele foi um dos sócios fundadores da empresa de arquitetura, Skidmore, Owings & Merrill.

## História
Merrill nasceu em St. Paul, Minnesota. Ele estudou na Universidade do Wisconsin-Madison de 1915 a 1917. Sua educação foi interrompida por seu serviço de tempo de guerra nas Forças Armadas dos Estados Unidos. Durante a Primeira Guerra Mundial, ele serviu como Capitão na artilharia costeira.  Quando libertado dos militares em 1919, ele continuou sua educação. O Instituto de Tecnologia de Massachusetts concedeu-o um diploma em arquitetura em 1921. 

### Carreira
A empresa de arquitetura de Chicago de Granger e Bollenbacher deram a Merrill sua primeira oportunidade de praticar arquitetura, e em 1939, Merrill tornou-se o arquiteto-chefe dos Estados do Centro-Oeste para a Administração Federal de Habitação. 

### Skidmore, Owings e Merrill
Merril se juntou a Skidmore, Owings e Merrill (SOM) em 1939. Ele é creditado com o estabelecimento da natureza multidisciplinar da empresa e o caráter inovador da organização e cultura da SOM foi influenciado em um estágio inicial por Merrill e outros arquitetônicos engenheiros que mais tarde se tornaram parceiros na prática. A SOM definiu uma nova abordagem arquitetônica de trabalho em equipe e design total ou abrangente. 
A empresa realizou a coordenação de todos os aspectos de um projeto específico - design, engenharia, paisagismo, planejamento urbano e interiores. Os principais projetos militares com os quais Merrill foi associado incluem: 
- Oak Ridge - Merrill estava encarregado de desenvolver o campus secreto de pesquisa em Oak Ridge, Tennessee.  Ele dirigiu a criação da cidade secreta que evoluiu junto com o Projeto Manhattan.
- Instalações militares de Okinawa - Merrill serviu no Corpo de Engenheiros do Exército dos EUA entre 1942 e 1946. Ele dirigiu o desenvolvimento das instalações militares permanentes dos Estados Unidos em Okinawa, incluindo a Base Aérea de Kadena.
- Academia da Força Aérea dos Estados Unidos - Merrill mudou-se entre Chicago e o escritório de campo de Colorado Springs para supervisionar a construção do novo campus da Força Aérea. Merrill foi o parceiro administrativo trabalhando no cargo. Ele também foi um porta-voz do projeto. Em um ponto, Merrill anunciou que as propostas de planejamento para o novo campus abandonou o que foi percebido como um design de capela "radical", no entanto, a estrutura parecida com um acordeão é hoje reconhecida como um símbolo icônico.

A morte de Merrill em Colorado Springs, Colorado, foi relatada no The New York Times em 13 de junho de 1975.